# 真壁あやの
真壁 あやの（まかべ あやの、2003年4月10日 - ）は、日本の女子バスケットボール選手である。ポジションはセンター。Wリーグのアランマーレ秋田所属。

## 来歴
北海道小樽市出身。
菁園中学校在学中、U16日本代表に選ばれ、ニュージーランド遠征。
札幌東商業高校進学後は2年時にコロナ禍でインターハイやアジア選手権が中止になったり、練習中に右膝を脱臼し、全治4か月と診断。3年間で全国大会出場はならなかった。
卒業後の2022年、ENEOSサンフラワーズに加入。
2025年オフ、ENEOSを退団。アランマーレ秋田に移籍。

## 日本代表歴
- U16日本代表